# Mortal Kombat Legends: Cage Match
Mortal Kombat Legends: Cage Match ist der vierte US-amerikanische Animationsfilm der Mortal-Kombat-Legends-Reihe von Ethan Spaulding aus dem Jahr 2023. Er wurde am 17. Oktober in Deutschland von Warner Bros. Animation veröffentlicht. Es handelt sich um die Fortsetzung von Mortal Kombat Legends: Snow Blind.

## Handlung
In den 1980er Jahren, zur Weihnachtszeit, strebt der Actionstar und Kampfkünstler Johnny Cage nach seinem großen Durchbruch mit dem Film "Ninja Mime". Als seine Co-Darstellerin Jennifer Grey spurlos verschwindet, macht sich Cage zusammen mit seinem Assistenten Chuck Golden auf die Suche nach ihr. In Jennifers Anwesen trifft er auf zwei Frauen, Ashrah und Kia, die um eine mysteriöse Schriftrolle kämpfen. Nach einer turbulenten Auseinandersetzung gelingt es Cage, die Schriftrolle an sich zu nehmen. Er erfährt, dass die Schriftrolle einen Sternenplan von Los Angeles mit griechischem Text auf der Rückseite enthält. Ashrah, die sich als ehemalige Dämonin und Mitglied der Bruderschaft der Schatten entpuppt, schließt sich Cage an, um die drohende Beschwörung des Gottes Shinnok durch die Bruderschaft zu verhindern. Gemeinsam mit Golden decken sie einen Plan auf, der die Zerstörung von Earthrealm zum Ziel hat. Nach intensiven Kämpfen, unter anderem gegen die Dämonin Sareena, gelingt es ihnen, Shinnok zurück in das Netherrealm zu verbannen und die Bedrohung abzuwenden. Cage wird als Held gefeiert, doch Ashrah entscheidet sich, ihren Weg der Läuterung fortzusetzen. Der Film endet mit einem Hinweis auf Cages nächste filmische Herausforderung auf einer abgelegenen Insel.

## Synchronisation
| Rolle                   | Originalstimme   | Deutsche Stimme       |
| ----------------------- | ---------------- | --------------------- |
| Johnny Cage             | Joel McHale      | Rasmus Borowski       |
| Jennifer Grey / Sareena | Jennifer Grey    | Kristina von Weltzien |
| Ashrah                  | Kelly Hu         | Mica Mylo             |
| Chuck Golden            | Dusan Brown      | Robert Knorr          |
| Jataaka                 | Zehra Fazal      | Runa Pernoda Schaefer |
| Raiden                  | Dave B. Mitchell | Joachim Kretzer       |
| Brian Van Jones         | Phil LaMarr      | Daniel Welbat         |

## Produktion
Während der Promotion für Mortal Kombat Legends: Snow Blind auf der New York Comic Con im Oktober 2022 wurde ein vierter Teil der Legends-Reihe mit dem Titel Cage Match angekündigt, in dem Schauspieler Joel McHale seine Rolle als Johnny Cage wieder aufnehmen wird. In einem Interview im Oktober 2022 verriet Jeremy Adams, dass er das Drehbuch zum Film schreibt. Juni 2023 gab IGN die Besetzung und Einzelheiten des Films bekannt, darunter die Schauspielerinnen Jennifer Grey und Gilbert Gottfried.
Der Film wurde am 17. Oktober 2023 auf 4K Ultra HD Blu-ray, Blu-ray, DVD und digital veröffentlicht.

## Rezeption
Sam Stone von Comic Book Resources bezeichnete ihn als "eine schrullige Liebeserklärung an die 80er". Matt Donato von IGN vergab 6 von 10 Punkten und meinte, der Film sei "mehr daran interessiert, Johnny Einzeiler mit Anspielungen auf die Popkultur der 80er Jahre sagen zu lassen, als das Gameplay nachzubilden".
In der Internet Movie Database erhielt der Film 5,9 von 10 Sternen.